# 太陽のグラヴィティー
「太陽のグラヴィティー」（たいようのグラヴィティー）は1998年7月29日にリリースされたFayrayの1stシングル。発売元はアンティノスレコード。

## 収録曲
全曲 作詞：井上秋緒、作曲：浅倉大介
1. 太陽のグラヴィティー
  - 編曲：浅倉大介
2. 太陽のグラヴィティー（HOT CHILI NACHOS MIX）
  - 編曲：浅倉大介
3. 太陽のグラヴィティー（SP-1200 MIX）
  - 編曲：森俊彦
4. 太陽のグラヴィティー (original backing track)

## 参加ミュージシャン
- 浅倉大介：Programming & Keyboards & Chorus
- 葛城哲哉：Guitar
- 坪倉唯子：Chorus

## タイアップ
- TBS系ドラマ『ひとりぼっちの君に』主題歌（#1）

## テレビ出演
太陽のグラヴィティー
- 1998年8月17日 フジテレビ系「HEY!HEY!HEY! MUSIC CHAMP」
- 1998年放送日不明 TBS系「うたばん」

## 収録アルバム
- 『CRAVING』
- 『DAynamite Mix Juice1-you know beat?-』
「太陽のグラヴィティー(Y&Co.Remix)」